# Jordan Tell
Jordan Tell (Les Abymes, 10 giugno 1997) è un calciatore francese della Guadalupa, attaccante del Laval.

## Carriera

### Club
Nato a Guadalupa, nel 2012 si trasferisce al Caen. Ha esordito con la prima squadra del club della Normandia il 2 aprile 2017, nella partita di campionato persa 1-0 contro il Lorient.
Il 20 giugno, dopo aver rifiutato la proposta di rinnovo del Caen, viene tesserato dal Rennes, con cui firma un triennale; la sua squadra di formazione ha comunque ricevuto un indennizzo di 450.000 euro. Il 5 agosto, al debutto con i rossoneri, ha segnato il primo gol in carriera, che è valso il pareggio nella partita contro il Troyes, due minuti dopo il suo ingresso in campo.
Ottenute soltanto sei presenze nella prima parte di stagione, il 30 gennaio 2018 viene ceduto in prestito al Valenciennes.

### Nazionale
Ha giocato con le nazionali giovanili francesi comprese tra l'Under-16 e l'Under-20.
Nel 2023 ha esordito con la nazionale maggiore di Guadalupa, con cui ha anche partecipato alla CONCACAF Gold Cup 2023.

## Statistiche

### Presenze e reti nei club
Statistiche aggiornate al 24 ottobre 2023.
| Stagione             | Squadra              | Campionato           | Campionato | Campionato | Coppe nazionali | Coppe nazionali | Coppe nazionali | Coppe continentali | Coppe continentali | Coppe continentali | Altre coppe | Altre coppe | Altre coppe | Totale | Totale |
| Stagione             | Squadra              | Comp                 | Pres       | Reti       | Comp            | Pres            | Reti            | Comp               | Pres               | Reti               | Comp        | Pres        | Reti        | Pres   | Reti   |
| -------------------- | -------------------- | -------------------- | ---------- | ---------- | --------------- | --------------- | --------------- | ------------------ | ------------------ | ------------------ | ----------- | ----------- | ----------- | ------ | ------ |
| 2016-2017            | Caen                 | L1                   | 5          | 0          | CF+CdL          | -               | -               | -                  | -                  | -                  | -           | -           | -           | 5      | 0      |
| 2017-gen. 2018       | Rennes               | L1                   | 6          | 1          | CF+CdL          | -               | -               | -                  | -                  | -                  | -           | -           | -           | 6      | 1      |
| 2017-gen. 2018       | Rennes 2             | N2                   | 2          | 2          |                 | -               | -               | -                  | -                  | -                  | -           | -           | -           | 6      | 1      |
| gen.-giu. 2018       | Valenciennes         | L2                   | 12         | 1          | CF+CdL          | -               | -               | -                  | -                  | -                  | -           | -           | -           | 12     | 1      |
| 2018-2019            | Orléans              | L2                   | 20         | 7          | CF+CdL          | 2+4             | 1+1             | -                  | -                  | -                  | -           | -           | -           | 26     | 9      |
| 2019-2020            | Caen                 | L2                   | 5          | 0          | CF+CdL          | -               | -               | -                  | -                  | -                  | -           | -           | -           | 5      | 0      |
| 2019-2020            | Caen 2               | N3                   | 1          | 1          |                 | -               | -               | -                  | -                  | -                  | -           | -           | -           | 1      | 1      |
| Totale Caen          | Totale Caen          | Totale Caen          | 10         | 0          |                 | -               | -               |                    | -                  | -                  |             | -           | -           | 10     | 0      |
| 2020-2021            | Clermont Foot        | L2                   | 33         | 2          | CF              | 1               | 1               | -                  | -                  | -                  | -           | -           | -           | 34     | 3      |
| 2021-gen. 2022       | Clermont Foot        | L1                   | 15         | 1          | CF              | 2               | 2               | -                  | -                  | -                  | -           | -           | -           | 17     | 3      |
| 2021-gen. 2022       | Clermont Foot 2      | N3                   | 1          | 1          |                 | -               | -               | -                  | -                  | -                  | -           | -           | -           | 1      | 1      |
| Totale Clermont Foot | Totale Clermont Foot | Totale Clermont Foot | 48         | 3          |                 | 3               | 3               |                    | -                  | -                  |             | -           | -           | 51     | 6      |
| gen.-giu. 2022       | Grenoble             | L2                   | 12         | 3          |                 | -               | -               | -                  | -                  | -                  | -           | -           | -           | 12     | 3      |
| 2022-2023            | Grenoble             | L2                   | 29         | 4          | CF              | 6               | 3               | -                  | -                  | -                  | -           | -           | -           | 35     | 7      |
| Totale Grenoble      | Totale Grenoble      | Totale Grenoble      | 41         | 7          |                 | 6               | 3               |                    | -                  | -                  |             | -           | -           | 47     | 10     |
| 2023-2024            | Laval                | L2                   | 4          | 0          | CF              | -               | -               | -                  | -                  | -                  | -           | -           | -           | 4      | 0      |
| Totale carriera      | Totale carriera      | Totale carriera      | 145        | 23         |                 | 15              | 8               |                    | -                  | -                  |             | -           | -           | 160    | 31     |

### Cronologia presenze e reti in nazionale
| Cronologia completa delle presenze e delle reti in nazionale ― Guadalupa | Cronologia completa delle presenze e delle reti in nazionale ― Guadalupa | Cronologia completa delle presenze e delle reti in nazionale ― Guadalupa | Cronologia completa delle presenze e delle reti in nazionale ― Guadalupa | Cronologia completa delle presenze e delle reti in nazionale ― Guadalupa | Cronologia completa delle presenze e delle reti in nazionale ― Guadalupa | Cronologia completa delle presenze e delle reti in nazionale ― Guadalupa | Cronologia completa delle presenze e delle reti in nazionale ― Guadalupa |
| Data                                                                     | Città                                                                    | In casa                                                                  | Risultato                                                                | Ospiti                                                                   | Competizione                                                             | Reti                                                                     | Note                                                                     |
| ------------------------------------------------------------------------ | ------------------------------------------------------------------------ | ------------------------------------------------------------------------ | ------------------------------------------------------------------------ | ------------------------------------------------------------------------ | ------------------------------------------------------------------------ | ------------------------------------------------------------------------ | ------------------------------------------------------------------------ |
| 26-3-2023                                                                | Santiago di Cuba                                                         | Cuba                                                                     | 1 – 0                                                                    | Guadalupa                                                                | CONCACAF Nations League 2022-2023 - Fase a gironi                        | -                                                                        |                                                                          |
| 16-6-2023                                                                | Fort Lauderdale                                                          | Antigua e Barbuda                                                        | 0 – 5                                                                    | Guadalupa                                                                | Qual. Gold Cup 2023                                                      | 1                                                                        | 73’                                                                      |
| 20-6-2023                                                                | Fort Lauderdale                                                          | Guadalupa                                                                | 2 – 0                                                                    | Guyana                                                                   | Qual. Gold Cup 2023                                                      | -                                                                        | 67’ 81’                                                                  |
| 27-6-2023                                                                | Toronto                                                                  | Canada                                                                   | 2 – 2                                                                    | Guadalupa                                                                | Gold Cup 2023 - 1º turno                                                 | -                                                                        | 70’                                                                      |
| 1-7-2023                                                                 | Houston                                                                  | Cuba                                                                     | 1 – 4                                                                    | Guadalupa                                                                | Gold Cup 2023 - 1º turno                                                 | -                                                                        | 27’                                                                      |
| 5-9-2024                                                                 | San José                                                                 | Costa Rica                                                               | 3 – 0                                                                    | Guadalupa                                                                | CONCACAF Nations League 2024-2025 - 1º turno                             | -                                                                        | 67’                                                                      |
| 9-9-2024                                                                 | Le Gosier                                                                | Guadalupa                                                                | 1 – 0                                                                    | Suriname                                                                 | CONCACAF Nations League 2024-2025 - 1º turno                             | -                                                                        | 88’                                                                      |
| Totale                                                                   |                                                                          | Presenze                                                                 | 7                                                                        |                                                                          | Reti                                                                     | 1                                                                        |                                                                          |